# المجرور

تعديل مصدري - تعديل

المجرور هي إحدى قرى عزلة القارة بمديرية رصد التابعة لمحافظة أبين، بلغ تعداد سكانها 61 نسمة حسب تعداد اليمن لعام 2004.